# Blindbothel
Blindbothel – wieś w Anglii, w Kumbrii, w dystrykcie (unitary authority) Cumberland. Leży 40 km na południowy zachód od miasta Carlisle i 409 km na północny zachód od Londynu.